# Jatimulyo (Petanahan)
Jatimulyo is een bestuurslaag in het regentschap Kebumen van de provincie Midden-Java, Indonesië. Jatimulyo telt 2355 inwoners (volkstelling 2010).